# Andrew Lau
Andrew Lau (születési nevén 刘伟强, jűtphing: Lau Wai-koeng, magyaros: Lau Vaj-khőng; Hongkong, 1960. április 4. –) hongkongi operatőr és filmrendező. Nemzetközileg legismertebb munkája a Szigorúan piszkos ügyek-sorozat és az Initial D, melyeket Alan Makkal közösen rendezett.

## Élete és pályafutása
Hongkongban született, édesanyja Tahitiről származik. Gyerekkorában rosszul tanult, főképp a zene és a sport érdekelte, a középiskolában kezdett elérdeklődni a filmezés iránt. Hongkong Szan gáj (San Gaai) (New Territories) részén nőtt fel, édesapja építkezéseken dolgozott. Hat testvére van. Katolikusként nevelték, rendszeresen járt templomba, ahol gitározni is megtanult.
24 évesen kezdett el operatőrként dolgozni a Shaw Brothers Studióban, 29 évesen rendezte első filmjét. Legismertebb filmjét, a Szigorúan piszkos ügyeket Hollywood is feldolgozta, Martin Scorsese A tégla címmel készített belőle Oscar-díjas filmet.
Nős, három fiú és egy lány édesapja.